# پس از طوفان (نقاشی)
پس از طوفان که با نامِ روز چهل و یکم نیز شناخته می‌شود، یک نقاشی رنگ روغن نمادین از هنرمند انگلیسی جرج فردریک واتس است که نخستین بار با نام خورشید و به صورت نیمه‌تمام، در سال ۱۸۸۶ م. به نمایش درآمد و سرانجام در ۱۸۹۱ تکمیل شد. این نقاشی، صحنه‌ای از داستان طوفان نوح را روایت می‌کند که در آن نوح جهت اطمینان از قطعِ بارشِ باران، پس از ۴۰ روز پنجرهٔ کشتی خود را باز می‌کند. واتس احساس می‌کرد که جامعهٔ مدرن به‌دلیل فقدان ارزش‌های اخلاقی رو به زوال است و از این رو، آثاری با موضوع سیل و پاکسازی افراد نالایق از جهان نقاشی می‌کرد. این نقاشی، به صورت چشم‌اندازی از دریا ترسیم شده که با آفتابِ درخشانِ میان ابرها روشن شده است. اگرچه واتس این موضوع را پیش‌تر در اثر دیگر خود نابغهٔ شعر یونانی در سال ۱۸۷۸ به تصویر کشید، وی در ترسیم پس از طوفان رویکردی کاملاً متفاوت را به کار گرفت. او در این نقاشی سعی داشت مفهوم آفرینشِ یکتاپرستی را منتقل، اما از به تصویر کشیدن مستقیم خالق، اجتناب کند.
این نقاشی ناتمام، نخستین بار در سال ۱۸۸۶ در وایت‌چپل، لندن با عنوان خورشید به نمایش درآمد. واتس پنج سال دیگر روی این نقاشی کار کرد و نسخهٔ تکمیل‌شدهٔ آن را در نیوگالری در سال ۱۸۹۱ به نمایش گذاشت. تابلو بین سال‌های ۱۹۰۲ و ۱۹۰۶ در سراسر بریتانیا در معرض دید عموم قرار گرفت و امروزه در واتس گالری واقع در کمپتون، گیلدفوردِ انگلستان قابل مشاهده است. با وجود اینکه واتس پس از طوفان را در فهرست مهم‌ترین آثارش (که هدیهٔ خود به مردم می‌دانست) قرار نداده و این اثر جزء نقاشی‌های شناخته‌شدۀ او به‌شمار نمی‌رود، اما پس از طوفان مورد تحسین بسیاری از هنرمندان و همکاران واتس قرار گرفت و تا دو دهه تأثیر زیادی بر نقاشی‌ها پس از خود گذاشت.

## پیش‌زمینه

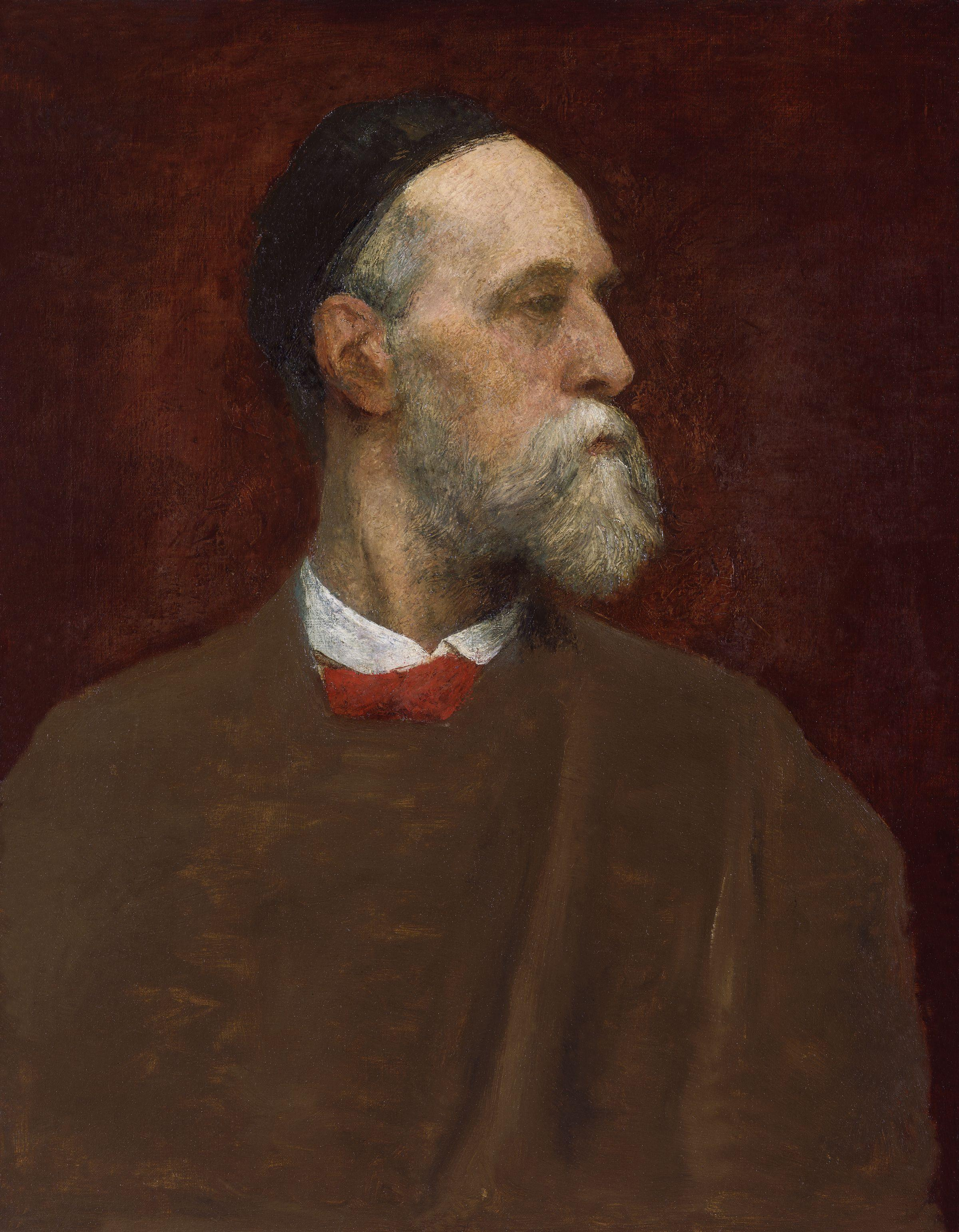
خودنگاره‌ای از جرج فردریک واتس در ۱۸۷۹م

جرج فردریک واتس در سال ۱۸۱۷ م. به‌دنیا آمد. پدرش سازندهٔ سازهای موسیقی و ساکن لندن بود. دو برادر او در سال ۱۸۲۳ و مادرش در سال ۱۸۲۶ درگذشتند، این مسئله واتس را به مفهوم مرگ علاقه‌مند کرد. واتس در سن ۱۰ سالگی شاگرد یک مجسمه‌ساز شد و در اواسط نوجوانی آنقدری در هنر مهارت کسب کرد که به‌عنوان یک نقاش پرتره امرار معاش کند. در سن ۱۸ سالگی، واتس در آکادمی سلطنتی هنر پذیرفته شد، اما از آنجا که روش‌های آنها را نمی‌پسندید، گاهی در جلسات آموزشی غیبت می‌کرد. او از سال ۱۸۳۷، به‌عنوان یک هنرمند چنان موفق شد که توانست به‌جای پرداختن به فعالیت‌های معاشی، تمامِ وقت خود را وقف نقاشی کند.
واتس در سال ۱۸۴۳ به ایتالیا سفر کرد و چهار سال در آنجا ماند. هنگام بازگشت به لندن، از مالیخولیا رنج می‌برد و آثار غم‌انگیز بسیاری نقاشی کرد. مهارت‌های او در به تصویر کشیدن غم و اندوه به‌طور گسترده‌ای مورد تجلیل قرار گرفت. در سال ۱۸۵۶ او به نقاشی پرتره روی آورد. پرتره‌های او نیز مورد توجه هنرمندان بسیاری قرار گرفتند و سبب شدند تا وی در سال ۱۸۶۷، به عضویت آکادمی سلطنتی هنر در بیاید. عضویت در آکادمی سلطنتی هنر بالاترین افتخار موجود برای یک هنرمند در بریتانیای آن دوره بود. دیری نگذشت که واتس همانند سنین جوانی، از فرهنگ و شیوه‌های آنان سرخورده شد و در سال‌های پس از ۱۸۷۰، تنها به‌عنوان نقاش و نه عضوی از آکادمی هنر، به فعالیت خود ادامه داد و در ترسیم موضوعات تمثیلی و اسطوره‌ای نیز، شهرت گسترده‌ای پیدا کرد. تبحر او در به‌تصویر کشیدن مضامین مختلف، واتس را به یکی از برجسته‌ترین هنرمندان جهان تبدیل کرد. او در سال ۱۸۸۱، یک گالری با سقف شیشه‌ای به خانه کوچکِ هلندی‌اش اضافه کرد که آخر هفته‌ها به روی عموم باز بود. این عمل مردم را بیش از پیش با آثار واتس آشنا کرد.

## موضوع

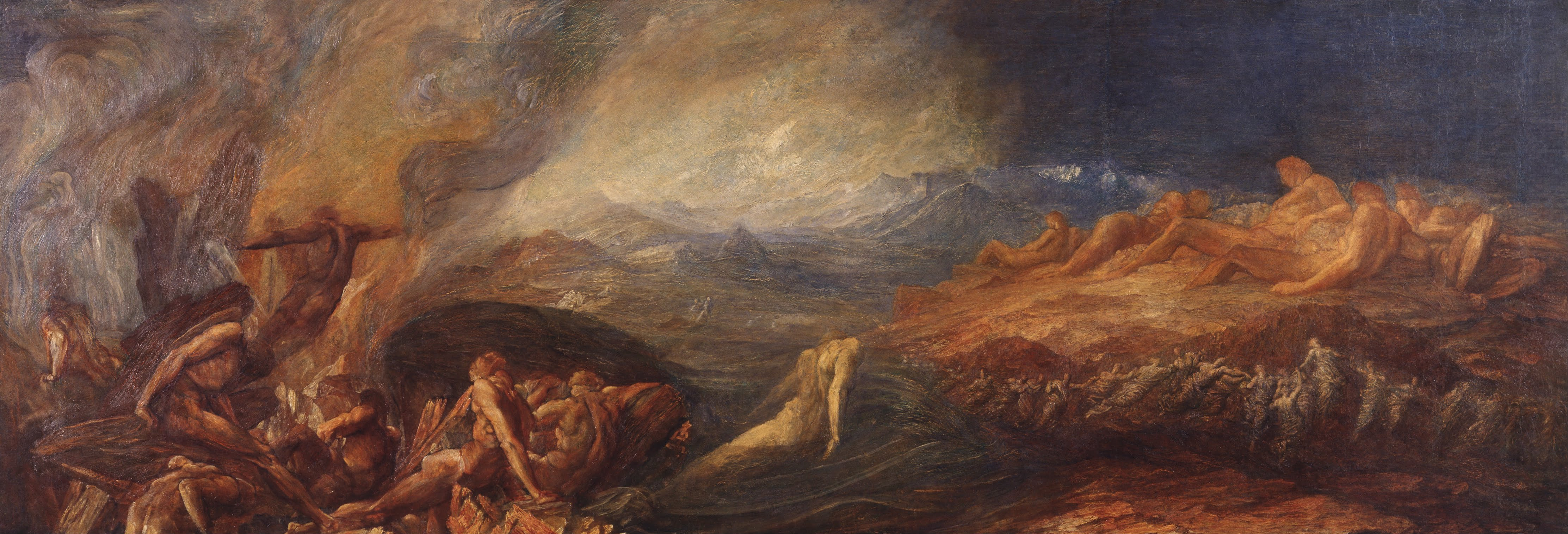
آشوب اثر جورج فردریک واتس (نمایش گذاشته شده در ۱۸۸۲م)

پس از طوفان صحنه‌ای از داستان طوفان نوح را به تصویر می‌کشد که در آن نوح پس از چهل روز، پنجرهٔ کشتی را باز می‌کند و متوجه می‌شود که باران بند آمده اما سیل هنوز فروکش نکرده است. اگرچه مسیحیت انجیلیِ سخت‌گیرانه پدر واتس، بی‌علاقگی شدیدی را به تشکیلات مذهبی در او ایجاد کرده بود، با این حال دانش عمیقش نسبت به کتاب مقدس سبب تبدیل نوح و طوفان به مضامینی شد که بارها در طول زندگی حرفه‌ای خود به تصویر می‌کشید.
واتس اعتقاد شدیدی به این ایده داشت که جامعهٔ مدرن، ثروت را بر ارزش‌های اجتماعی ترجیح می‌دهد و این نگرش به همراه مسئله‌ای که او آن را «نقاب ریاکارانهٔ جانفشانی برای خدا» توصیف می‌کرد، منجر به زوال جامعه شده است. هیلاری آندروود از دانشگاه ساری در انگلستان می‌نویسد که واتس آثار بسیاری را با موضوع نوح نقاشی کرده است، و دلیل آن احتمالاً شباهت‌هایی است که او ماین انگاشت طوفان نوح با مفهوم پاکسازی جامعه منحط و در عین حال، حفظ کسانی که هنوز به معیارهای اخلاقی پایبند هستند می‌دید. واتس در این اثر، تصمیم گرفت لحظه‌ای را به تصویر بکشد که در آن، نور خورشید پس از ۴۰ روز پنهان شدن توسط ابرها، برای نخستین بار قابل مشاهده شده است:
و آب‌ها پیوسته کاهش یافت تا ماه دهم: در روز اول ماه دهم، قلهٔ کوه‌ها دیده می‌شد. در پایان چهلمین روز، نوح پنجرهٔ کشتی‌ای را که ساخته بود باز کرد.— کتاب مقدس، سفر پیدایش، ۸: ۵–۶

## ترکیب‌بندی

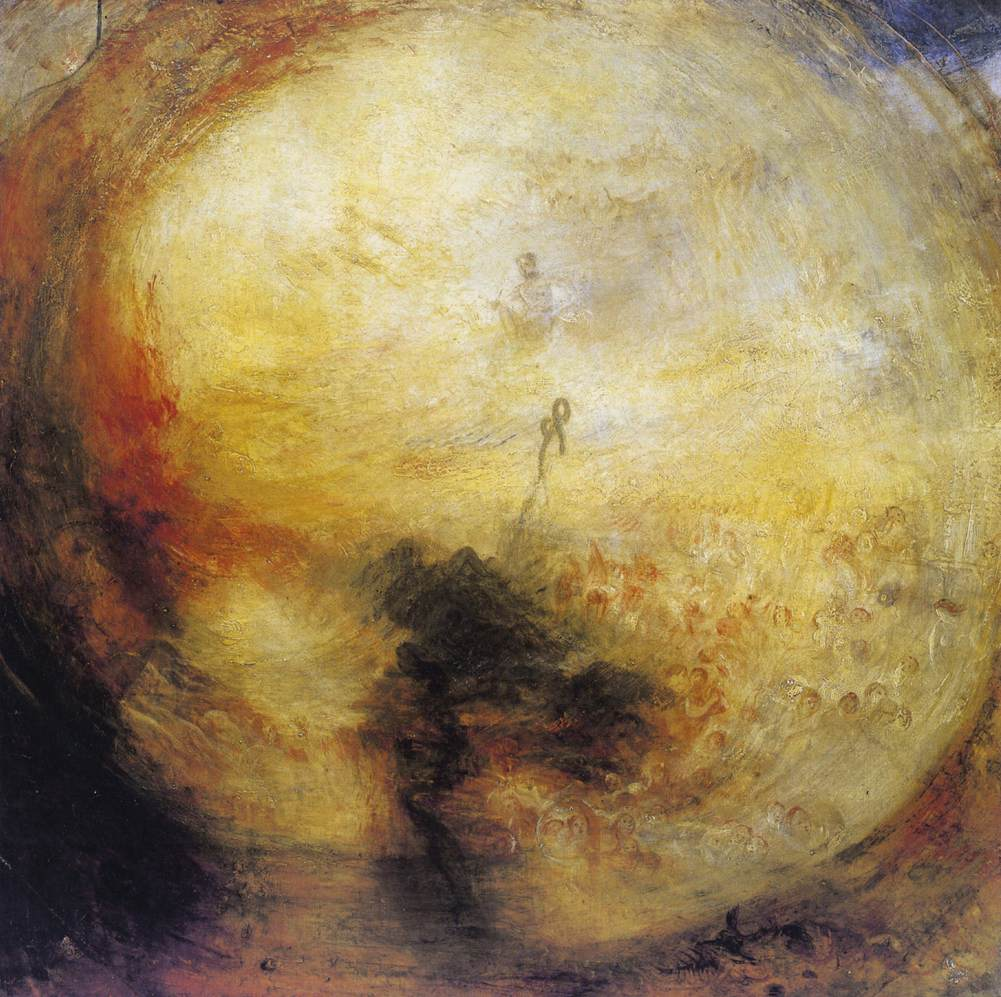
نور و رنگ اثر ویلیام ترنر در ۱۸۴۳م

واتس در این نقاشی، چشم‌اندازی از سطح دریا را نشان می‌دهد. بر فراز دریا، نور درخشانی از خورشید دیده می‌شود که ابرهای اطراف را روشن می‌کند و پرتوهای درخشانی از لبه‌های بوم بیرون می‌زند. ترکیب‌بندی واتس بازتابی است که ویلیام ترنر در سال ۱۸۴۳ با همین موضوع ترسیم کرد. ترنر در تابلوی نور و رنگ (نظریه گوته) — صبح پس از طوفان — موسی در حال نوشتن کتاب پیدایش دایره‌ای از نوری درخشان را همچون پس از طوفانِ واتس به نمایش می‌گذارد. با این حال، آثار ترنر به دلیل حالت انسان‌گونهٔ قابل تشخیصی که در خود به نمایش می‌گذارد، هرگز به شکلی از ترکیب‌بندی که در هنر انتزاعیِ واتس می‌بینیم، نزدیک نشده‌اند.
واتس در این مرحله از زندگی حرفه‌ای خود مرتب تصاویری را نقاشی می‌کرد که رویدادهای طبیعی اعجاب‌انگیز و ارادهٔ خدا را به هم پیوند می‌داد. تمرکز او بر ترسیم خورشید، نشان‌دهندهٔ علاقهٔ دیرینهٔ او به خورشید به‌عنوان نمادی الهی است؛ برای مثال واتس در قربانی نوح در سال ۱۸۶۵، نوح را نشان داده که به شکرانهٔ نجات خانواده‌اش، در برابر خورشید حیوانی را قربانی می‌کند. این علاقه به خورشید احتمالاً از ماکس مولر، آشنای واتس، ناشی می‌شود که به‌طور مبسوط در مورد نظریه‌های خدای خورشید نوشته بود و اعتقاد داشت که «مذاهب اروپا، خاورمیانه و جنوب آسیا همه در نهایت از پرستش خورشید توسط مردم هندواروپایی (آئین مهرپرستی) نشات گرفته‌اند». بیوه او ماری سِتون واتس، در حدود سال ۱۹۱۰ پس از مرگ همسر خود نوشت:
بازدیدکننده‌ای که به پس از طوفان نگاه می‌کرد، اظهار داشت که در چنین طرحِ رنگی، معرفی چهرهٔ خالق غیرممکن نبوده است. آقای واتس پاسخ داد: آه، نه! اما این دقیقاً همان چیزی است که آرزو دارم تا کسانی که به تصویر می‌نگرند برای خودشان تصور کنند. دست خالق با نور و گرما حرکت می‌کند تا دوباره خلق کند. من سعی نکردم پرتره‌ای از خورشید بکشم، چنین چیزی غیرقابل نقاشی است؛ اما می‌خواستم شما را با ایدهٔ قدرت عظیم آن تحت تأثیر قرار دهم.

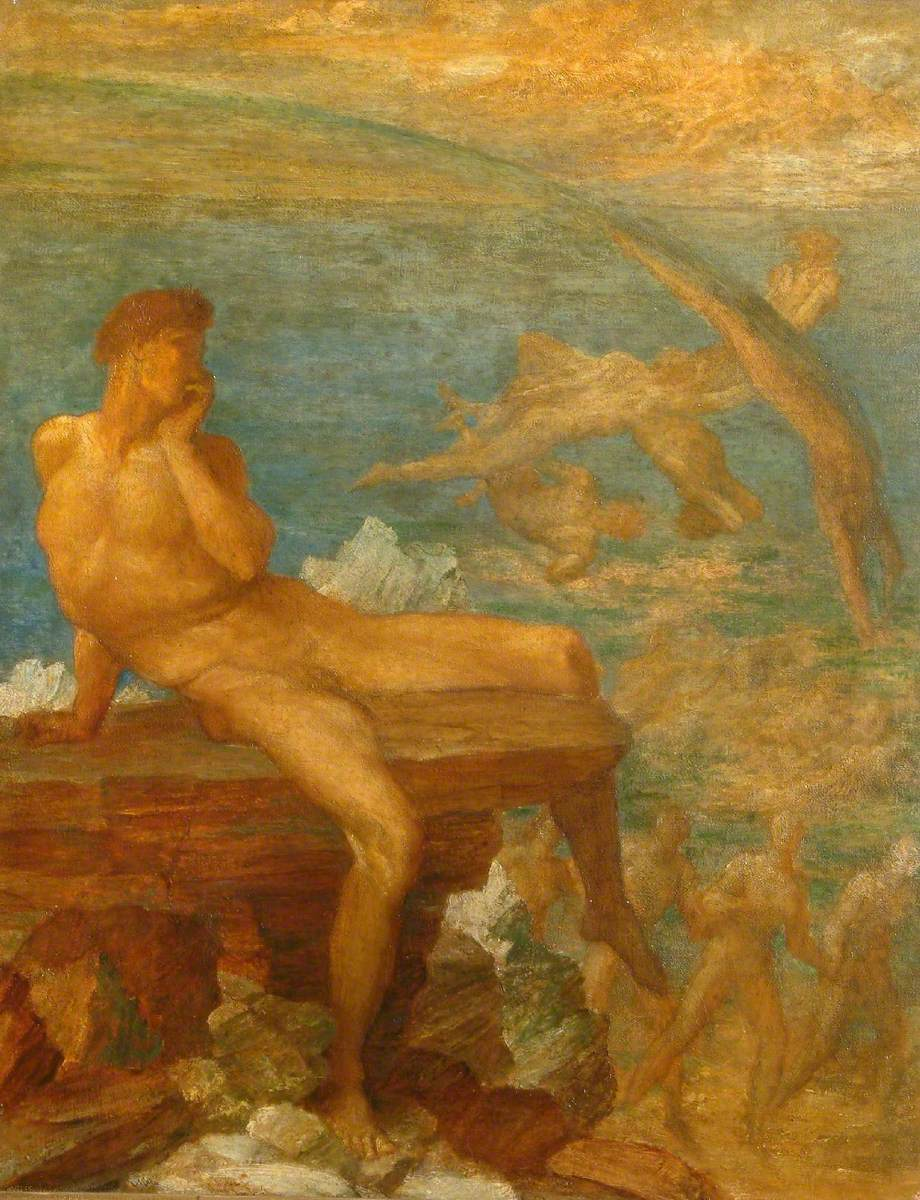
نابغهٔ شعر یونانی اثر جرج فردریک واتس در ۱۸۷۸م

واتس قبلاً در اثر خود به نام نابغهٔ شعر یونانی در سال ۱۸۷۸ هم یک خورشید نارنجی بر فراز یک دریای صاف به تصویر کشیده بود، اما موضوع و ترکیبِ پس از طوفان به صورتی کاملاً متفاوت ترسیم شد. نابغهٔ شعر یونانی برای برانگیختن پانتئیسم در نظر گرفته شده بود که نیروهای طبیعت را از دیدِ یک شخصیت محوری بزرگ و دانا، به شکل چهره‌های انسانی و در حال کار و تفریح نشان می‌داد. پس از طوفان صریحاً به عنوان تصویری توحیدی در نظر گرفته شده که هم «شکوه» و هم رحمت رستگارانهٔ یک «خدای قادر مطلق» را که درگیر آفرینش است، تداعی می‌کند.
پس از طوفان نخستین بار در سال ۱۸۸۶ به شکلی ناقص و با نام خورشید، در کلیسای سنت جود وایت‌چپل، لندن به نمایش گذاشته شد؛ ساموئل بارنت، معاون سنت جود، در تلاش برای آوردن مفهوم زیبایی به زندگی فقرا، نمایشگاه‌های هنری سالانه‌ای را در شرق لندن ترتیب می‌داد. او رابطه نزدیکی با واتس داشت و مرتباً آثارش را وام می‌گرفت تا آنها را برای ساکنان محلی نمایش دهد. پس از این نمایشگاه، واتس به مدت پنج سال دیگر، کار روی نقاشی خود را ادامه داد تا پس از طوفان را خلق کند.

## اتمام و بازخورد
نسخهٔ تکمیل شدهٔ پس از طوفان در سال ۱۸۹۱ در نیوگالری به نمایش گذاشته شد. در نمایشگاه سال ۱۸۹۱ و نمایشگاه بعدی در سال ۱۸۹۷، پس از طوفان با یادداشتی (که گمان می‌رود توسط واتس نوشته شده باشد) همراه بود که تصویر را اینگونه توصیف می‌کرد:
یک نیروی متعالی از نور و گرما برای بازآفرینی، فوران می‌کند. تاریکی رانده می‌شود و آب‌ها که مطیع قانون برتر هستند، به مه و بخار تبدیل شده و از چهره زمین محو می‌شوند.— یادداشتِ همراهِ پس از طوفان در نیوگالری

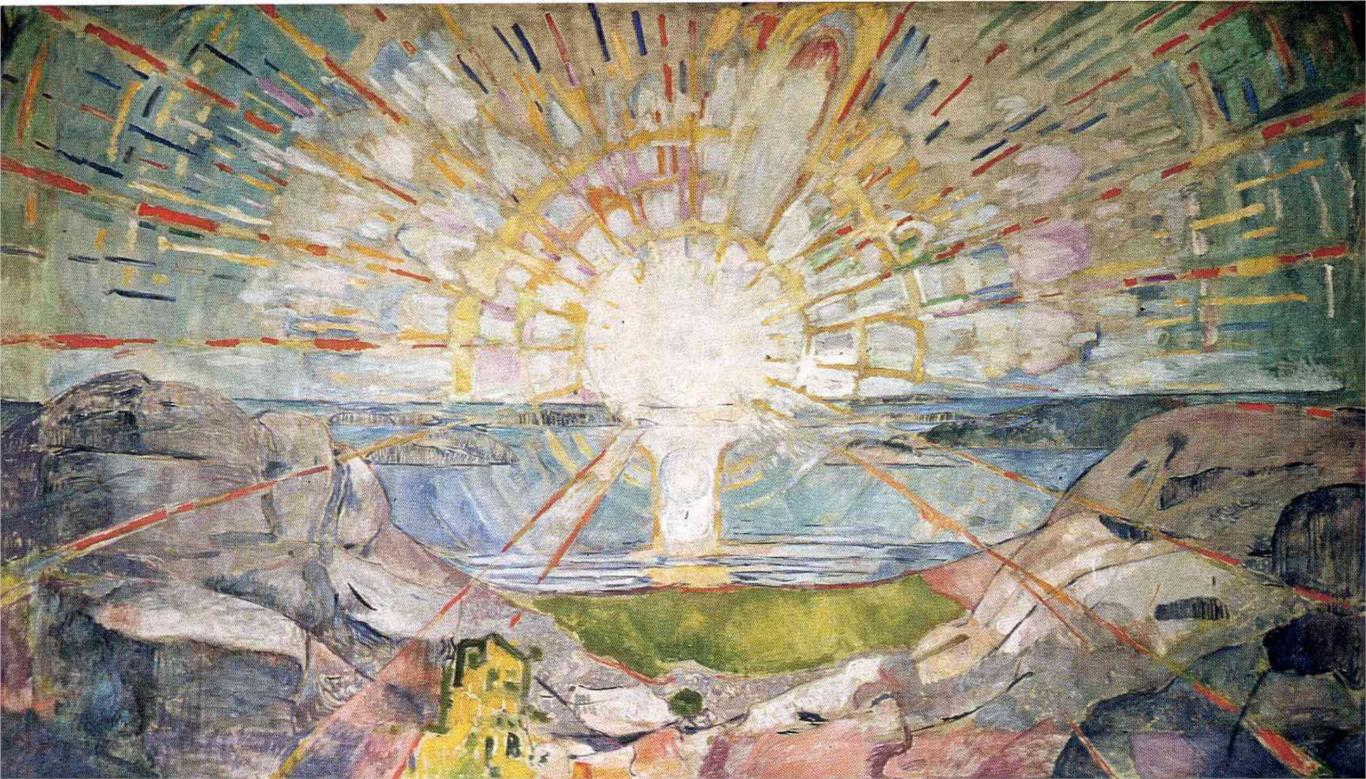
خورشید اثر ادوارد مونک در ۱۹۱۱م

این اثر بین سال‌های ۱۹۰۲ و ۱۹۰۶ در سراسر انگلستان به نمایش گذاشته شد و در کورک، ادینبرو، منچستر، دوبلین و در گالری شیشه‌ای خود واتس به نمایش درآمد. در اواخر سال ۱۹۰۴، کمی پیش از مرگ واتس، پس از طوفان به واتس گالری که به تازگی در کمپتون، گیلدفورد افتتاح شده بود، منتقل شد. دو سال قبل از این اتفاق، واتس، دوباره به خلق آثاری در رابطه با سازوکار آفرینش پرداخت و برای نخستین بار در یکی از این آثار، مستقیماً تجسمی از خدا را به تصویر کشید و آن را به عنوان نمایانگر «یک تجلی بزرگ که همۀ هستی در او تنیده است» معرفی کرد.

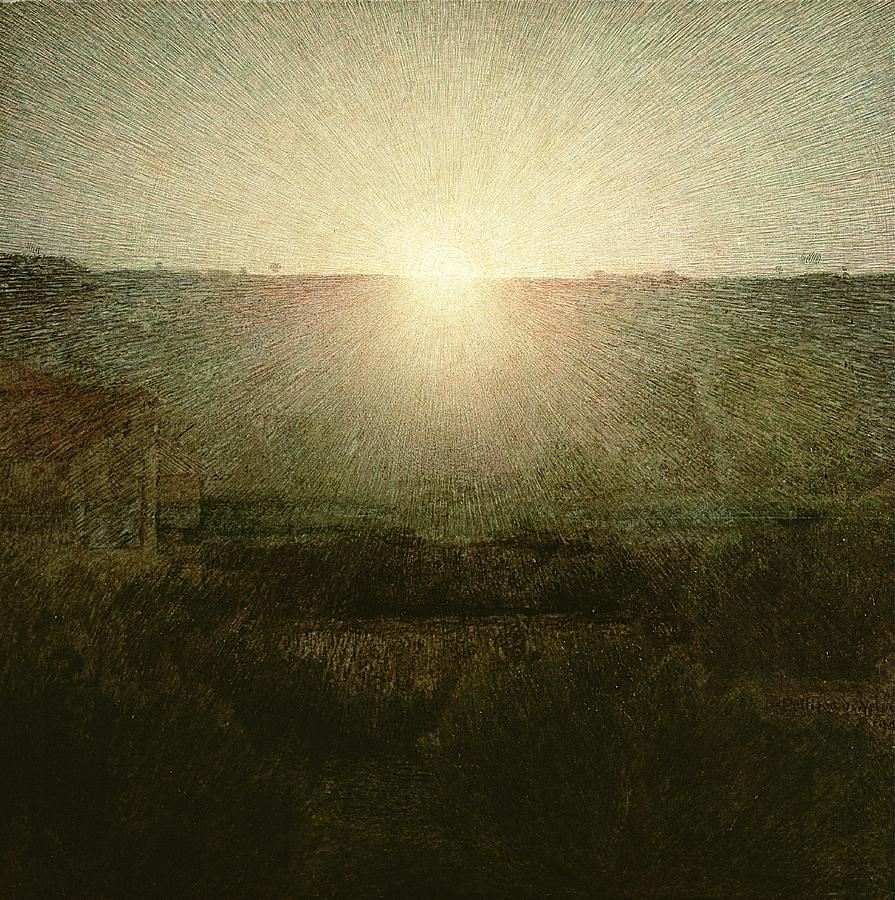
طلوع خورشید اثر جوزپه پلیتزا دا ولپدو در ۱۹۰۴م

اگرچه واتس در طول زندگی خود منظره‌های زیادی را نقاشی کرد، اما چنین نقاشی‌هایی را آثار مهمی نمی‌دانست و زمانی که بین سال‌های ۱۸۸۶ تا ۱۹۰۲، واتس ۲۳ اثر غیر پرترهٔ مهم خود را برای نمایش عمومی به کشورش اهدا کرد، هیچ نقاشی منظره‌ای در میان آن‌ها نبود. اگرچه پس از طوفان توسط بسیاری از هنرمندان تحسین شد، اما در نتیجهٔ حذف این اثر از نقاشی‌های اهدایی‌اش که آن‌ها را «هدایایی به مردم» می‌دانست، پس از طوفان در بین آثار شناخته‌شده‌تر واتس قرار نمی‌گیرد. والتر بیز در سال ۱۹۰۷ نوشت که: «[پس از طوفان] منظره‌ای است که ما را به نام واتس پیوند می‌دهد، منظره‌ای که تمام چیزهای پست و مادی از آن حذف شده و آنچه مانده، نوعی تصعید شاعرانه‌ترین عناصر طبیعت است». پس از طوفان بر بسیاری از آثار نقاشی در دو دههٔ پس از خود، از جمله نگارگری‌های خورشید توسط موریس چاباس، جوزپه پلیتزا دا ولپدو و ادوارد مونک اثر گذاشت. پس از طوفان امروزه در مجموعهٔ واتس گالری نگهداری می‌شود و برای عموم قابل بازدید است.

## واژه‌نامه
1. ↑  After the Deluge
2. ↑  The Forty-First Day
3. ↑  Genius of Greek Poetry
4. ↑  New Gallery
5. ↑  Chaos
6. ↑  Hilary Underwood
7. ↑  Light and Colour (Goethe's Theory)—The Morning after the Deluge—Moses Writing the Book of Genesis
8. ↑  The Sacrifice of Noah
9. ↑  Genius of Greek Poetry
10. ↑  The Sun
11. ↑  The Rising Sun
12. ↑  Walter Bayes
13. ↑  Maurice Chabas